# Olișcani, Șoldănești
Olișcani este un sat din raionul Șoldănești, Republica Moldova.
În preajma localității, în pădurea adiacentă, prin anul 1985, a fost construit un buncăr nuclear sovietic, aflat în prezent în stare de degradare.

## Geografie
Olișcani este un sat și comună din raionul Soldănești(1). Satul este situat la 47.800107 - latitudine nordică și 28.709804 - longitudine estică, având o suprafață de aproximativ 3.77 kilometri pătrați, cu un perimetru de 11.00 km(2). Distanța până la centrul raional Șoldanesti→6 km, și până la Chișinau→124 km. Fondul Funciar→5097ha. Gospodarii→1215. 
Comuna Olișcani are o suprafață totală de 50.24 kilometri pătrați, fiind cuprinsă într-un perimetru de 35.73 km(2).
Lângă sat este amplasată rezervația peisagistică Dobrușa.
Natura adiacentă

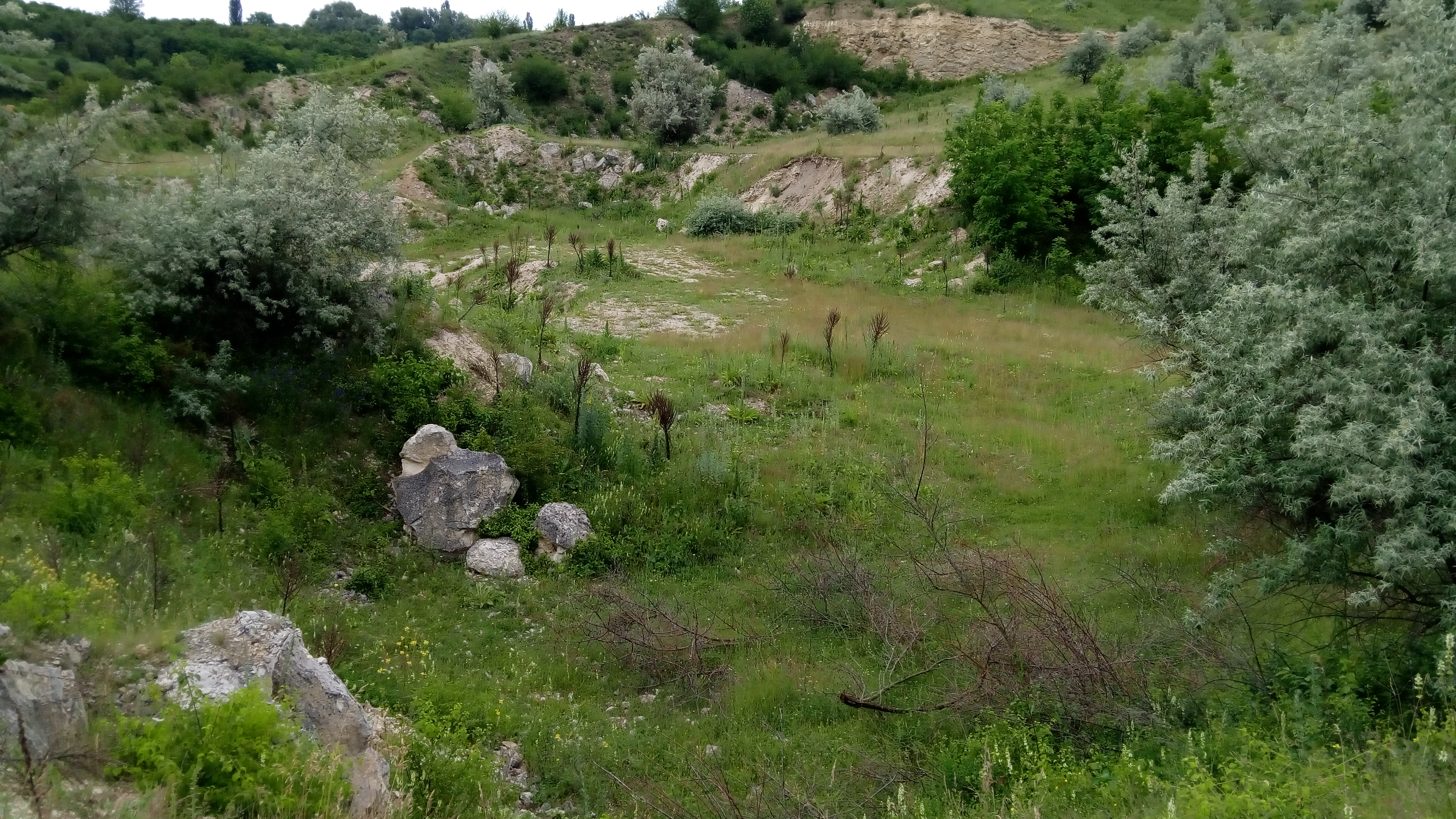
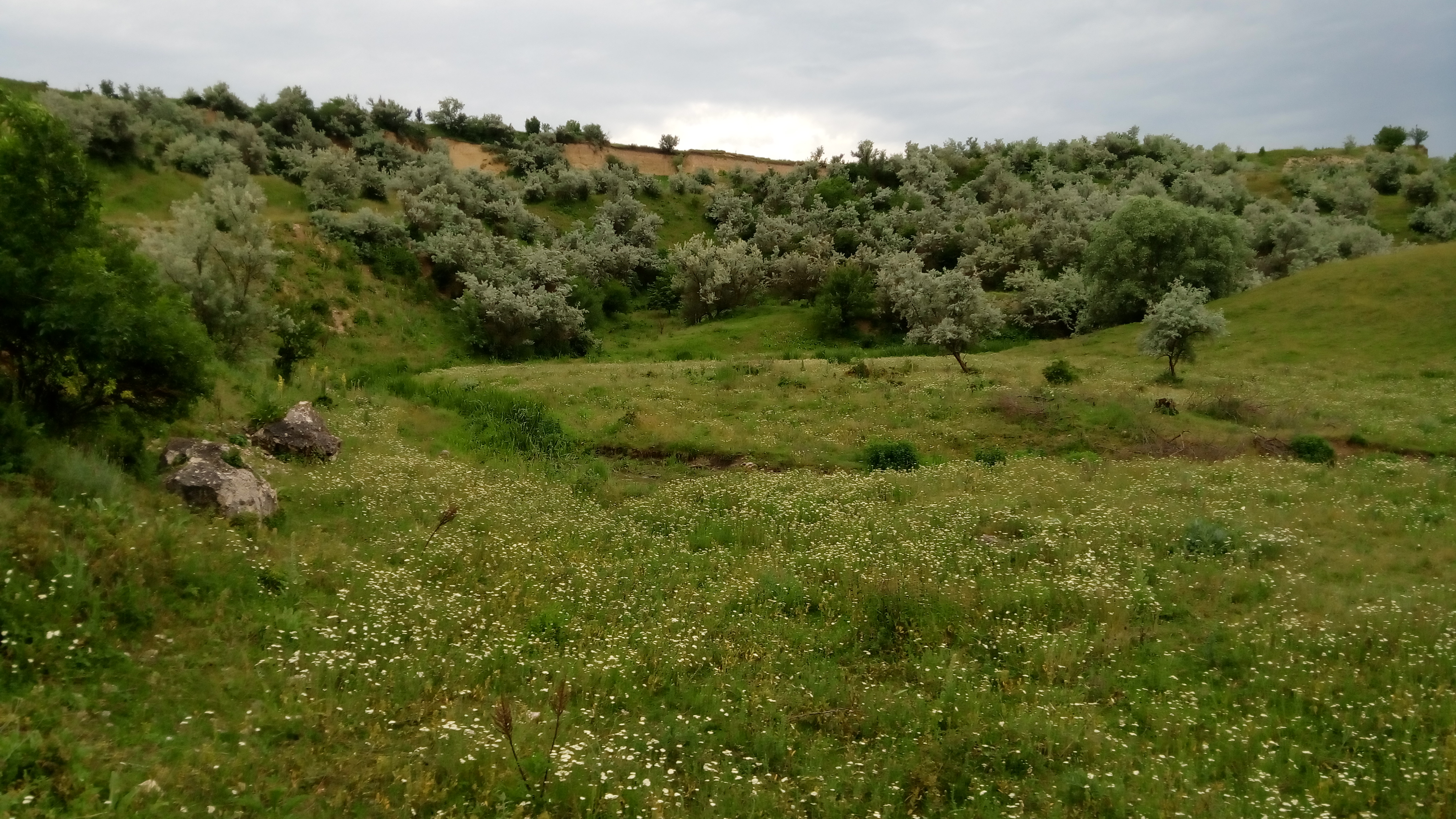
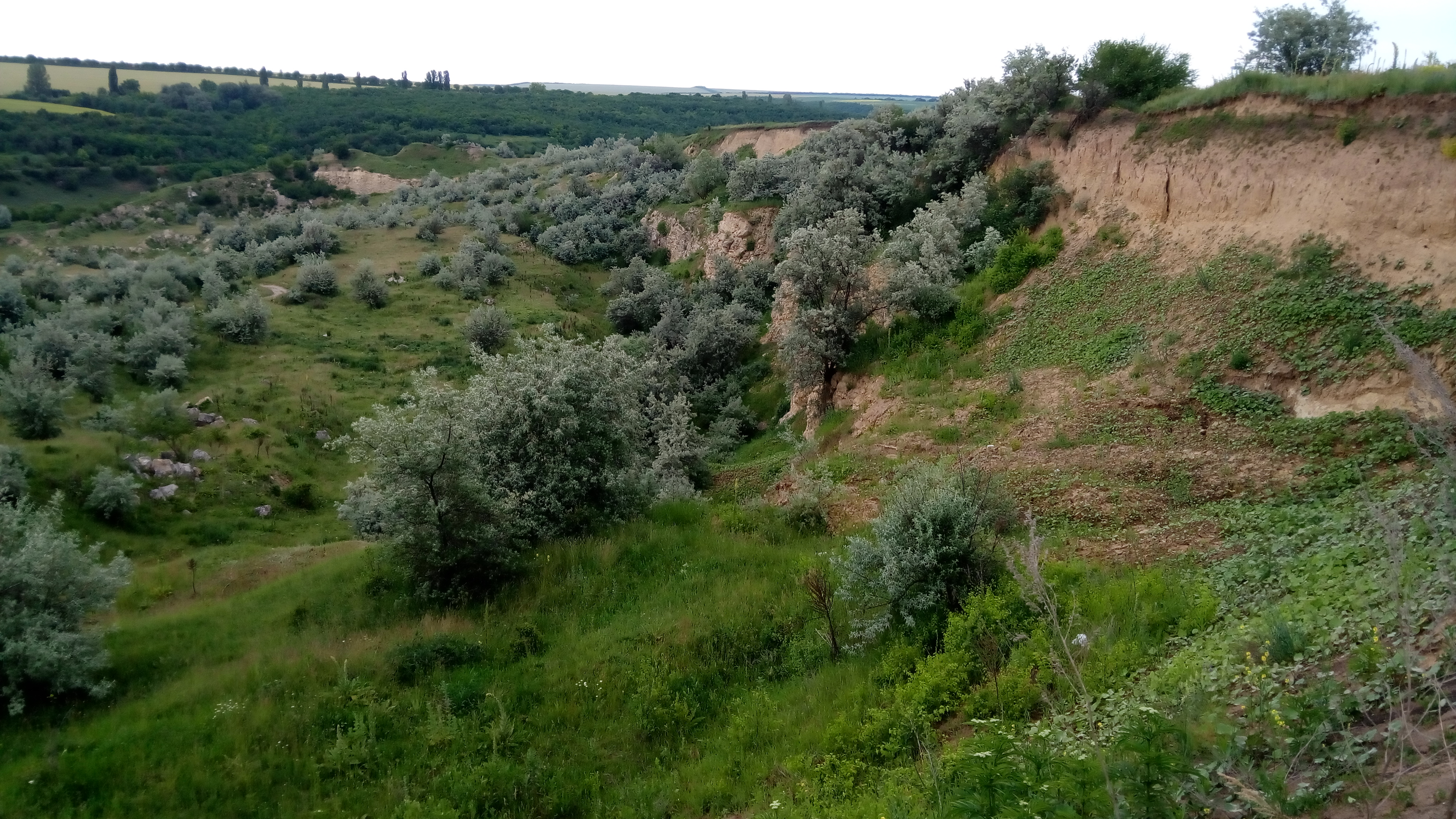
Fosta carieră
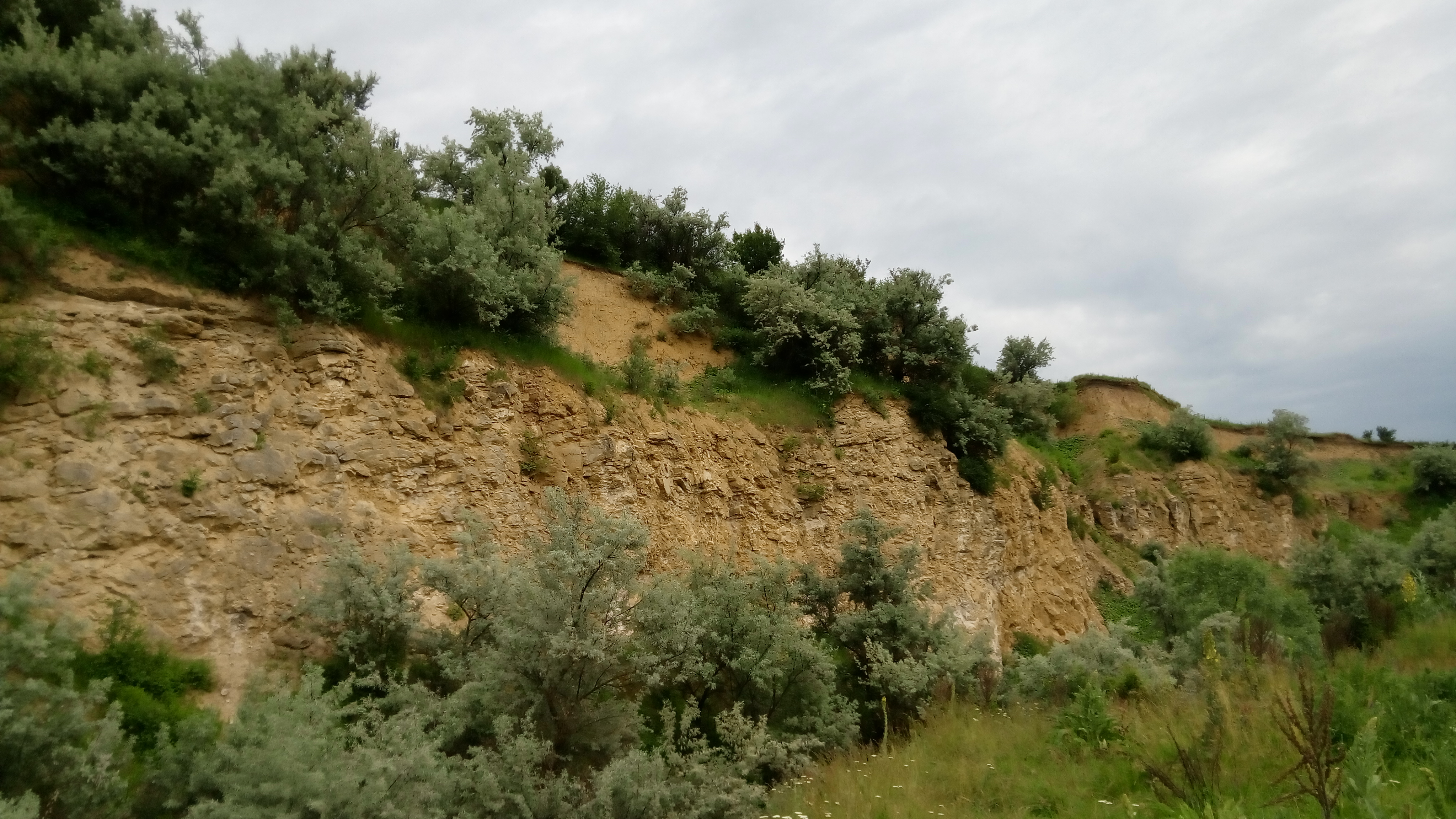
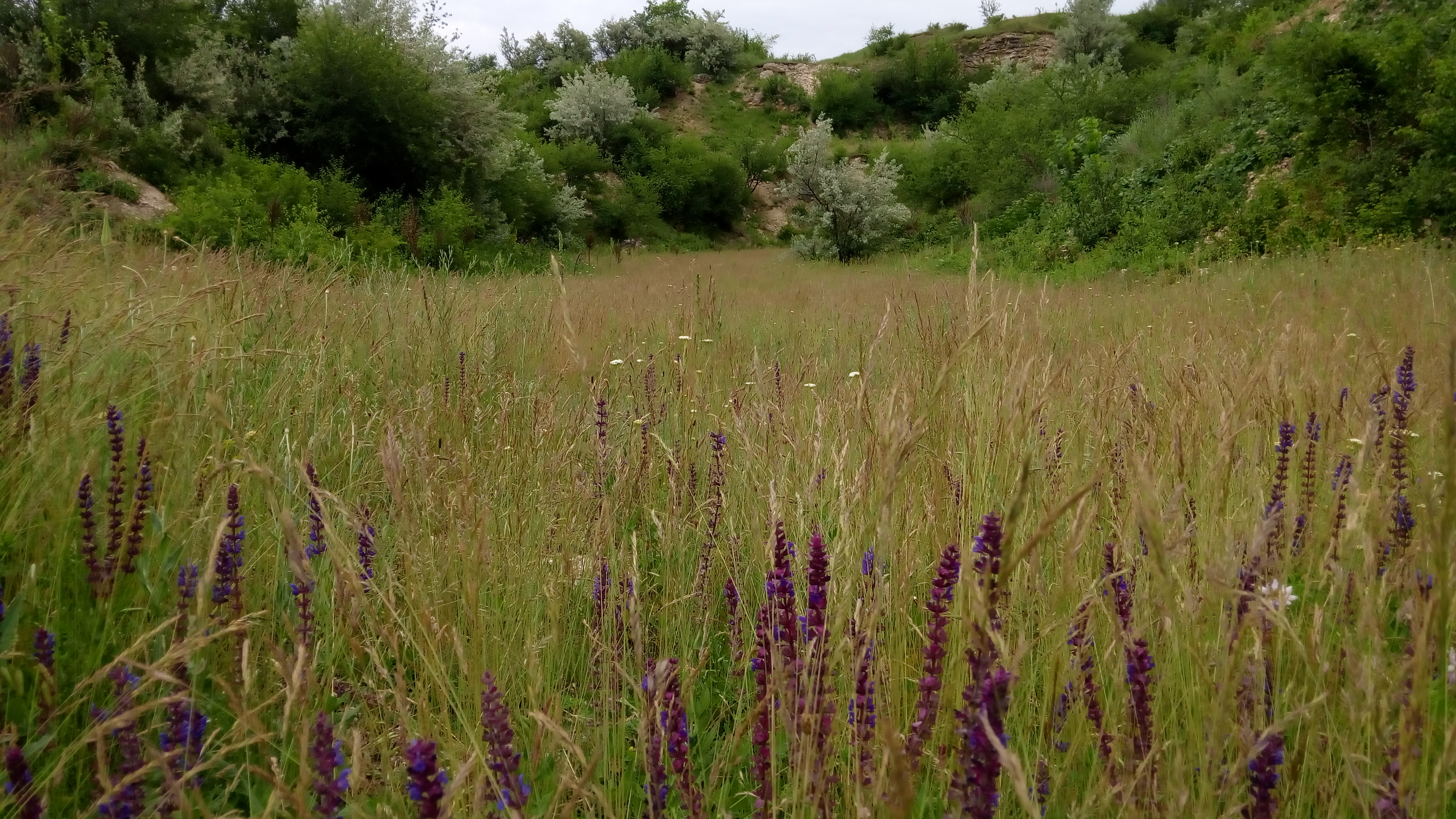
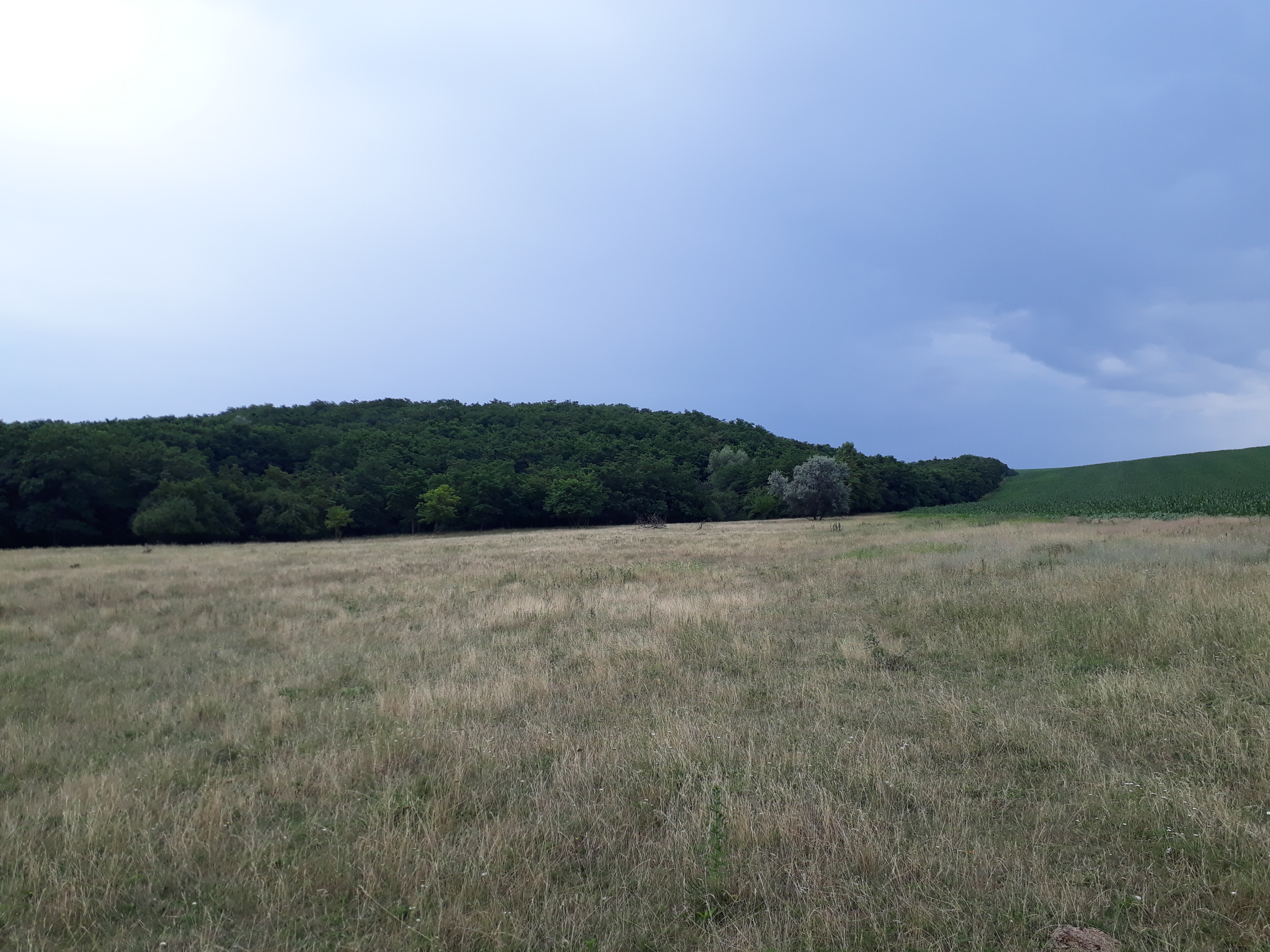

## Istorie
Prima atestare documentară a localității cu numele „satul lui Oleșco” datează din 20 decembrie 1437, fiind menționat printre satele care aparțineau panului Mihail de la Dorohoi:
„Din mila lui Dumnezeu, noi, Ilie voievod, domn al Țării Moldovei, și fratele domniei mele, Ștefan voievod. Facem cunoscut, cu aceasta carte a noastră, tuturor celor care o vor vedea sau o vor auzi citindu-se, ca acest adevărat boier al nostru credincios, pan Mihail de la Dorohoi, a slujit sfântrăposatului tatălui nostru cu dreapta și credincioasa slujbă, iar astăzi ne slujește nouă cu dreaptă și credincioasa slujbă. De aceea, noi, văzând dreapta și credincioasa lui slujbă către noi, l-am miluit cu deosebita noastră mila și i-am dat și i-am înnoit și i-am întărit satele lui și privilegiul pe care i i-a dat sfântrăposatul părintele nostru, anume: satul Chindinți, și satul lui Herțea, pe Prut, ... , încă satul, mai jos de Mordovina, sub Caragine, pe Dobrușa, unde sunt Fântânile, încă satul lui Oleșco, sub Caragine, încă satul, la obârșia Rezinei, unde șade Țigan, încă satul, pe Răut, unde este Vadul Piterei, ... .

Iar pentru mai mare întărirea a tuturor celor mai sus-scrise, am poruncit slugii noastre credincioase, pan Dionis logofăt, să scrie și să atârne pecetea noastră la această carte a noastră.

A scris Pașco, la Suceava, în anul 6945 <1437> decembrie 20 zile.”
Moșia Olișcani a aparținut și marelui cărturar Grigore Ureche, iar după moartea acestuia o jumătate din satul Olișcani era cumpărată de Vasile Mârzacul, mare căpitan de Soroca. Recensământul din 1774 găsea la Olișcani 63 de gospodării. La mijlocul secolului al XIX-lea în localitate au fost atestate 290 de case și 1914 locuitori. În 1861 a fost deschisă școala parohială, iar zece ani mai târziu - școala laică de alfabetizare. În 1901 își deschide ușile biblioteca publică. În 1923 la Olișcani sunt înregistrate 900 de gospodării și circa 6000 de locuitori, o gospodărie boierească, cooperativă agricolă, școală primară, două biserici, post de jandarmi, primărie, 5 cârciumi.

## Demografie
Populația satului Olișcani a fluctuat substanțial de-a lungul timpului, atingând maximul în prima jumătate a secolului XX și scăzând semnificativ spre secolul XXI.
În 1774 erau consemnate 63 de familii în sat, ceea ce ar putea corespunde la aproximativ 300-400 de locuitori. Ulterior, sub administrația țaristă, populația a crescut la peste 1900 de persoane la mijlocul secolului XIX și peste 2500 la finele aceluiași secol. 
Documente rusești de la 1904 menționează 4142 locuitori în 556 gospodării confirmând dimensiunea mare a satului în epoca modernă.
Datele din perioada interbelică sugerează că Olișcani se apropia de 5-6 mii de locuitori (cifra de ~6000 în 1923 fiind probabil ușor rotunjită). După pierderile umane din Al Doilea Război Mondial și emigrarea evreilor, recensământul sovietic din 1959 indica o populație mai mică (probabil în jur de 3000 și ceva de persoane). Populația a rămas relativ stabilă în jur de 3000-3500 în anii 1960-1980. De pildă, în 1979 se estima în jur de 3200 locuitori, iar în 1997 populația era de 3240 cetățeni conform datelor statistice
În ultimele decenii însă, trendul a fost descendent, ca în majoritatea satelor moldovenești, din cauza migrației și a declinului natalității. La recensământul din 2004, Olișcani avea 3025 de locuitori (1504 bărbați și 1521 femei). Zece ani mai târziu, la recensământul din 2014, populația a scăzut la 2519 locuitori. Estimările curente (anii 2020) arată o continuare a scăderii lente, pe fondul plecării tinerilor în străinătate și al îmbătrânirii populației.
Din punct de vedere etnic, Olișcani a fost și este omogen românesc/moldovenesc. Recensământul din 2004 arată că 99,4% din locuitori s-au declarat moldoveni/români. Există mici minorități numerice: 0,3% ruși (9 persoane), 0,2% ucraineni (7 persoane) și câteva persoane de alte etnii. În trecut, a existat o comunitate evreiască mică (câteva familii înainte de 1940, care dețineau prăvălii și o sinagogă improvizată probabil), însă aceasta a dispărut în urma Holocaustului și emigrării ulterioare – recensămintele postbelice nu mai înregistrează evrei în sat. De asemenea, în anii sovietici au venit în sat câțiva specialiști alogeni (ruși sau ucraineni ca tractoristul, medicul etc.), dar numărul lor a rămas foarte mic, satul nefiind o colonie industrială.
Religia predominantă este creștin-ortodoxă de rit oriental. Locuitorii au fost creștini ortodocși din vechime, biserica jucând un rol central în viața comunității. Și astăzi, peste 98% dintre săteni se declară de confesiune ortodoxă (sub jurisdicția Mitropoliei Chișinăului și a Întregii Moldove, Patriarhia Moscovei) – în lipsa unor date oficiale pe 2004 despre religie, acest procent este deductibil din afilierea etnică și din inexistența altor culte notabile în sat. Există și câțiva credincioși ai cultelor protestante (Baptiști, Martori ai lui Iehova) – misionarii baptiști au activat în zonă în perioada post-sovietică, astfel că o mână de familii au aderat la aceste culte, dar ele reprezintă o proporție infimă. Nu se înregistrează minorități religioase semnificative (0% declarați evrei, catolici, musulmani etc. în 2004).
Biserica ortodoxă din sat continuă să fie nucleul sărbătorilor și ritualurilor (botezuri, cununii, înmormântări), iar preotul satului (paroh la Biserica „Sf. Nicolae”) este o figură respectată în comunitate.
Evoluția demografică a Olișcaniului reflectă atât factorii istorici (războaie, foamete, politici), cât și dinamica generală rurală (urbanizare, emigrare). De la un sat foarte mare în 1900, aproape urban ca populație, s-a ajuns la un sat mijlociu în prezent. Cu toate acestea, comunitatea rămâne vie, iar identitatea localnicilor – „olișcăneni” – se păstrează prin limbă, tradiții și viața socială locală.

## Întemeierea și atestarea documentară
Satul Olișcani a fost întemeiat în epoca medievală timpurie, fiind menționat documentar pentru întâia dată la 20 decembrie 1437
Actul emis de cancelaria domnitorului Ștefan (aflat pe tronul Moldovei la acea dată) consemnează că pan Mihail de la Dorohoi, boier credincios, a fost miluit cu mai multe sate, printre care „încă satul lui Oleșco, sub Caragine…”
Această diplomă domnească indică faptul că așezarea exista deja în prima jumătate a secolului al XV-lea, ca parte a moșiilor răsplătite unui boier moldovean pentru serviciile sale. Prin urmare, contextul întemeierii se leagă de organizarea feudală a Țării Moldovei, satul fiind inițial o proprietate boierească în zona Orheiului medieval. Arheologic, vatra satului are o istorie mult mai veche. Pe teritoriul Olișcaniului au fost descoperite urmele a trei așezări străvechi (vetre de sat părăsite), datând de aproximativ 4000 de ani.
Aceste situri preistorice – probabil aparținând epocii bronzului – prezintă urme de locuințe din bârne lipite cu lut și grămezi de lut ars, semn că așezările au fost distruse prin incendiere. Descoperirile arheologice demonstrează o continuitate de locuire umană în zona Olișcani încă din preistorie, mult anterior întemeierii medievale a satului.

## Administrație și politică
Componența Consiliului local Olișcani (11 consilieri), ales la 5 noiembrie 2023, este următoarea:
|  | Partid                                       | Consilieri | Componență | Componență | Componență | Componență | Componență | Componență |
|  | -------------------------------------------- | ---------- | ---------- | ---------- | ---------- | ---------- | ---------- | ---------- |
|  | Partidul Acțiune și Solidaritate             | 6          |            |            |            |            |            |            |
|  | Partidul Social Democrat European            | 3          |            |            |            |            |            |            |
|  | Partidul Socialiștilor din Republica Moldova | 1          |            |            |            |            |            |            |
|  | Partidul Liberal Democrat din Moldova        | 1          |            |            |            |            |            |            |

## Educație

### Liceul Teoretic Olișcani
În 1980 a fost date in exploatare blocurile cu trei etaje ale școlii noi pentru 1176 de locuri. Noul complex pe lângă săli frumoase de clasa mai includea laboratoare și ateliere, o cantina, o sala de sport, o sala festiva, o biblioteca.
Din analele arhivelor treptele creșterii numărului de elevi și profesori din zece in zece ani:
| Anii | Nr. elevilor | Nr. pedagogilor |
| ---- | ------------ | --------------- |
| 1917 | 100          | 4               |
| 1927 | 160          | 6               |
| 1937 | 259          | 9               |
| 1947 | 480          | 27              |
| 1957 | 600          | 34              |
| 1967 | 753          | 42              |
| 1977 | 770          | 50              |
| 1987 | 581          | 54              |
| 1997 | 604          | 42              |
| 2006 | 529          | 38              |
| 2008 | 486          | 42              |

- Câte 35-52 de ani au muncit în aceasta școală profesorii Simion Rusu (limba și lit. româna), Teodosie Ștefaniuc (matematica), Galina Scurtu și Nicolae Ungur (geografia), Paulina Micu și Valentina Balaban (L. franceza), Maia Timofte (L. rusa), Valentina Golban (matematica), Nina Suveica (fizica), Vera Vilcu (limb. și lit. romana), Veronica Captari și Maria Marchitan (cl.primare), Mihail Popa și Mihail Ioncu (ed. fizica), Tamara Zigheli (L. rusa), Iulia Bunacalea (L. și lit. română), Cazacu Livia (L. și lit. română).

## Obiective de menire socială
Satul are doua biserici ''Sf. Nicolae'' și '' Soborul Sf. Arh. Mihail și Gavriil ''. Agenți economici→12. Dispune și de-o școala '' Liceul Teoretic Olișcani'', Palat de Cultura, 2 biblioteci, centru de sănătate cu farmacie, oficiul poștal, stație de telecomunicații, gradinița de copii, citeva magazine și baruri, o cafenea, saună, teren de mini-fotbal cu iarba artificiala, stadion sportiv.

## Personalități
De-a lungul timpului, satul Olișcani a dat țării câteva personalități notabile, în special în domeniul politic și cultural. Cea mai cunoscută figură originară din Olișcani este Ion Ustian (Ivan Grigorievici Ustian, n. 12 septembrie 1939, Olișcani). Ion Ustian este un economist și om politic care a deținut funcția de Prim-ministru al RSS Moldovenești (Președinte al Consiliului de Miniștri) în perioada 1981–1985. Născut într-o familie de țărani din Olișcani, Ustian a urmat studii economice și a urcat treptat în ierarhia administrativă sovietică. În anii ’70 a fost ministru al agriculturii, iar la finele lui 1980 a ajuns să conducă guvernul republicii, având astfel cea mai înaltă funcție executivă din RSS Moldovenească după cea de prim-secretar de partid. Activitatea sa ca prim-ministru a vizat dezvoltarea agriculturii și industriei alimentare, el însuși provenind din mediul rural și înțelegând nevoile acestuia. După 1985, Ion Ustian a fost eliberat din funcție pe fondul schimbărilor aduse de Perestroika și s-a retras treptat din viața politică activă. Numele său rămâne legat de contribuția la economia republicii, iar exemplul său este adesea evocat cu mândrie de consăteni (Ustian fiind, practic, omul din Olișcani care a ajuns cel mai departe în ierarhia statală).

### Născuți în Olișcani
- Teofil Ioncu (1885–1954), om politic român, membru al Sfatului Țării.
- Gheorghe Munteanu (1934–2018), pictor și profesor sovietic și moldovean.
- Ion Daghi (n. 1936), pictor, doctor în pedagogie și conferențiar universitar.
- Alexei Leahu, (n. 1948), matematician, doctor în științe matematice, profesor universitar.